# Puerto San Julián
Puerto San Julián is een plaats in het Argentijnse bestuurlijke gebied Magallanes in de provincie  Santa Cruz. De plaats telt 6.143 inwoners.

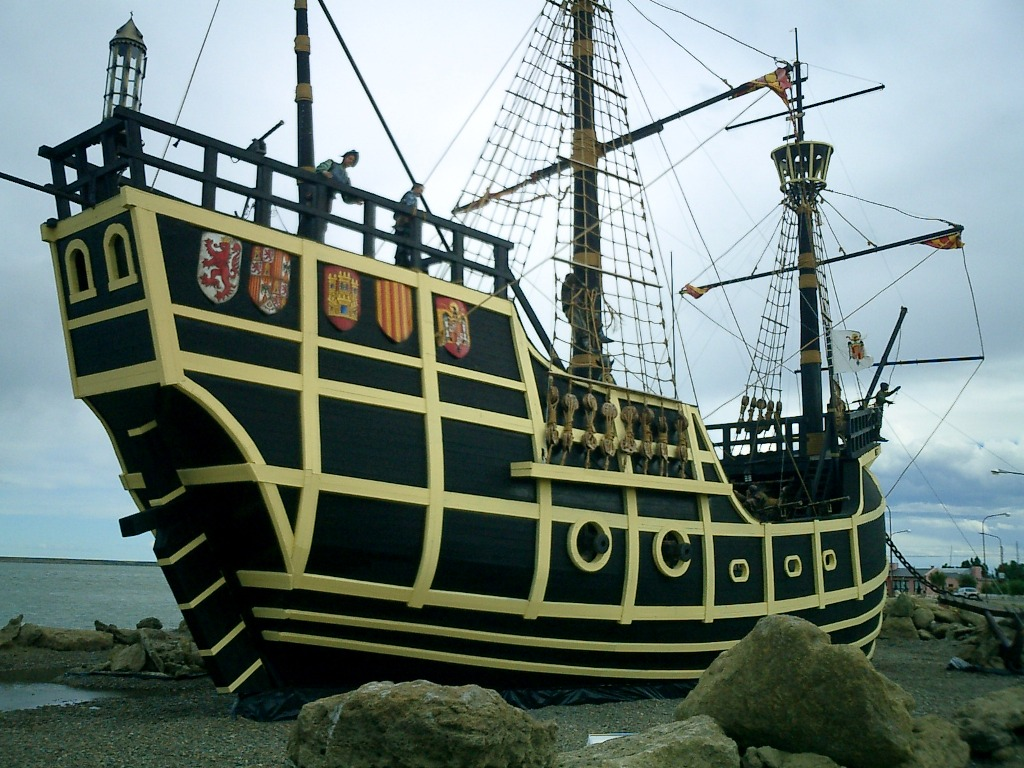
Replica van de Victoria